# 我們真的學不來！
《我們真的學不來！》是由日本漫畫家筒井大志創作的戀愛漫畫作品，於《週刊少年Jump》2017年10號開始連載，2021年3・4合併號完結。此部作品是作者在《魔法甜點師小咲!!》（與古味直志作品《偽戀》合作的外傳漫畫）連載完畢後獨自推出的作品。故事描述高中生唯我成幸教導三位學生，並因此與她們三人、學姊及教師產生戀愛關係的過程。
改編電視動畫第一季自2019年4月7日起至6月30日播出，第二季自2019年10月6日至12月29日播出。另外也有兩部改編小說。

## 故事大綱
在一之瀨學園，家境清寒的優秀高中生唯我成幸，為了獲得免繳學費的大學「特別VIP推薦資格」，必須要輔導三位女同學考上與她們不擅長的科目領域的志願學校。古橋文乃是文科天才，但不擅長理科；緒方理珠是理科天才，但不擅長文科；武元潤香是運動健將，但她不擅長其它學科，特別對英文感到恐懼。唯我成幸在教導三人的過程中逐漸與她們產生戀愛情愫。負責督促他們的教師桐須真冬過去是花式滑冰選手，她認為文乃和理珠應該選擇與自己才能相符的科系，而不是與興趣相符的科系，以免重蹈自己年輕時的覆轍；唯我成幸還在補習班遇見重考生小美浪亞澄，她志願考上國立大學醫科。
漫畫有五個結局，決定結局的情節是一之瀨學園的文化祭，有一個關於文化祭的「魔咒」，在第一發煙火綻放時，於文化祭的後夜祭裡，觸碰到彼此的兩人將成為情侶。而在後夜祭的劇情中，成幸和某個人牽起了手，但對方的身分並未公開。在這五個結局中，成幸分別和五位女主角中的其中一位結為連理，而這個對象便是當初在後夜祭上與他牽手的人。此外還有第六個較短的結局，該結局提到這個魔咒是成幸已故的父親在年輕時造成的。
作者於單行本後記表示，不會明確說出哪一個故事才是真正的結局，而是交給讀者的決定，並表示即使某個結局的其它女主角們沒有和成幸在一起，也依然幸福且各有成就。
動畫結局：武元潤香出國留學，成幸在機場送別時意外跌倒，被潤香扶起，情景近似成幸在後夜祭中被神秘女子牽手那一刻。

## 登場人物

### 主要人物
唯我成幸（聲：逢坂良太）
本作的男主角。一之瀨學園3年B班學生。咖啡色的中分髮型，有著向左傾斜的呆毛，褐色瞳孔，戴著灰色半框眼鏡，自小成績並不出眾，經過父親鼓勵後努力尋求學習的方法，成為秀才學生，在補習班裡被称作「影之帝王」。
在父親過世後，為家中經濟著想，企圖透過就讀高中內的「特別VIP推薦資格」制度來免除大學學費，学园长對他開出交換條件：讓理珠與文乃考上與他們所擅長領域不同的志願大学，成為她們的「教育員」。此事最初讓成幸傷透腦筋，但在指導兩人的過程中慢慢了解兩人的理想，於是他開始想盡辦法指導她們學習。然而他在洞察人心這方面極為遲鈍，經常忽視或誤解三女對自己愛意的各種明示或暗示。
家庭成員有母親、妹妹水希、以及雙胞胎葉月與和樹。由於家境清寒，所以十分勤儉持家，能利用現有的資源自製一些克難物品。十分不擅長使用數位機械，對體育也不拿手且不會游泳。擁有天生的“神之手”，無需系統學習按摩便能按得人及其舒適。
在第1回角色人氣投票順位第7名（437票）
在第2回角色人氣投票順位第9名（136票）
古橋文乃（聲：白石晴香）
一之瀨學園3年A班學生。生日為10月23日。藍色的及腰長髮，髮型多變，後期多以馬尾髮型出現，但會一直戴著白色髮箍，束馬尾時會用棉毛狀裝飾的髮圈、貧乳，A罩杯，對這方面非常在意，無論是出外喬裝，還是出外游泳，都會在衣服墊上胸墊。內衣款式為清麗型。擅長科目為文科，现代文、文言文等无所不能，被稱作「文學之森的睡美人」，目標是考上理科大學，卻不擅長理科。
家境富裕，由於母親自小便撒手人寰，相信母親死後成為星星的文乃打算成為天文學家尋找母親變成的星星。她也因而與父親亡故的成幸有共鳴。由於父親個性嚴格且很有威勢的緣故，因此對這類型的男性不太擅長應付。
心思細膩，只看表情就能大致猜到對方的想法。知道潤香與理珠都很喜歡成幸，為此煩惱要支持哪一位朋友的戀情。因為知道三人都不習慣處理情感，為了不妨礙學習而時常從旁疏通尷尬的場面，也會傾聽成幸方的煩惱並給出建議，不過在對方低情商的表現下會感覺胃痛。後也對成幸產生好感，但認為不能喜歡上朋友喜歡的對象，因此壓抑著感情不承認，於136話才在內心承認已經喜歡上成幸。
很在意自己的纖細身形，常常會因為潤香與理珠的姣好身材而陷入消沉
生氣起來時十分可怕
她最高學歷是博士
在第1回角色人气投票順位第2名（4194票）
在第2回色人气投票順位第2名（3259票）
緒方理珠（聲：富田美憂）
一之瀨學園3年F班學生。橘紅色的學生頭髮型，藍色瞳孔，是個近視眼，帶著紅色橢圓形鏡框的眼鏡，左鬢髮帶有紅色蝴蝶結的髮夾裝飾，身材嬌小，身高只有143cm；巨乳，胸圍91，罩杯為G，無論穿什麼衣服都會有明顯的凸顯。擅長科目為理科，逻辑思维强悍，被稱作「機關精巧的拇指姑娘」，目標是考上文科大學，卻不擅長文科。
家裡開烏龍麵店，放學後會直接回家幫忙，有時也會負責外送，且在任何地方都能憑空變出烏龍麵，但製作西式料理的手藝和常識異常差勁，連巧克力都能當成烏龍麵來煮。
喜歡玩各種桌上遊戲，但與他人玩多人對戰類的遊戲時都會因為無法猜透對手的想法而敗北。為了了解人的感情而想學習心理學。
個性好勝，所以面對不拿手的文科、妖怪、黑暗、體育等情況都會強撐着否定自己不會並表示可以應付。喜欢唯我成幸，一旦吃醋或生闷气时就会鼓起包子脸。會因為其言行而感到喜悅或憂愁，在成幸與其他女生互動良好時也會因此動搖。在漫畫第14話學習合宿時迷路，唯我成幸憑遊戲卡的線索找到她，因她畏高而無法自行跳下，要成幸接住，卻因此發生意外，互相接吻。
在第1回角色人气投票順位第4名（2421票）。
在第2回角色人气投票順位第4名（1803票）。
武元潤香（聲：鈴代紗弓）
一之瀨學園3年D班學生。小麥色皮膚，莧紅色的短髮，頭頂有一撮毛翹起，紫瞳，喜歡將學校的毛衫系在腰間，擅長科目為體育，特別是游泳，被稱作「漆黑的白銀人魚公主」、D罩杯，因為志願的體育大學開始將英文成績列入入學標準，讓潤香也成為了成幸的學生。也是水希的崇拜對象。
為體育特招生，運動萬能。因此除了體育以外的成績都慘不忍睹。與成幸在中學認識，那时就開始暗恋對方，但是因為提到戀愛話題就會特別害羞，所以不敢主動進攻。在成幸問起喜歡的人是否是他時表示否定，原因是不想影響到他。
家事及料理方面相當優秀。於141話全國大考後向唯我成幸表白。
接受澳洲留學申請，決定畢業後就前往澳洲，但由於英文成績要比之前更好，所以目前持續和成幸努力學習英文中。
在第1回角色人气投票順位第3名（3552票）。
在第2回角色人气投票順位第3名（2980票）。
桐須真冬（聲：Lynn）
一之瀨學園的教師，一頭及腰的櫻色長髮，齊平劉海，兩邊鬢髮打扮為麻花狀、被同僚、學生稱作「冰之女王／薄冰之女王」，理珠與文乃的首任教育員、E罩杯，生日是12月28日。
年輕時是花式溜冰選手，認為當初自己沒有貫徹花式溜冰的道路，是因一時的情感而浪費時間，因此十分反對理珠跟文乃的志願，認為他們應該要依照自己的才能選擇志願，所以理珠跟他很不對盤。但身為教育者還是有溫柔的一面，在林間合宿理珠在外迷路時有偷偷一個人去找過她，雖然被成幸先找到，但後來被成幸從手腳的傷口發現有偷偷去找理珠的事情。說話時習慣第一句話先用兩字闡述重點。
與擔任教師時的完美姿態相反，家事方面幾乎一竅不通，私人生活態度邋遢且極度沒有生活常識，房間內四處都是雜物與垃圾且毫無整理能力，強烈要求偶然間發現此事的成幸必須保守秘密，成幸也因為看不慣這樣的髒亂環境而會在來訪時幫忙打掃。害怕蟑螂，不喜歡吃辣的的東西，對射擊類的遊戲非常感興趣，而且能百發百中。
成幸父親的學生之一，但自認沒有達成如同恩師同樣的理想而沒再前去致意。被成幸稍微解開心結後已決定明年擔任學園裡面的女子花式溜冰部教練。
座駕是一台粉色手排本田飛度（VTEC KICKS IN YO），能把車開得很快。甚至能在大直道漂移，讓唯我成幸大為恐懼。
隨著故事的進展對成幸的好感度逐漸提升，甚至到了偶爾會產生妄想的程度，在成幸（因為害怕靈異現象）抱住真冬時，甚至說出了“至少要等到你畢業”。
不擅喝酒類的飲料，酒量差一喝就醉，會一個勁的胡亂誇人。通常避免在眾人面前唱歌，因為會用演歌的方式歌唱。
真冬線結局中，成幸也成為教職員與自己是同事關係，並意識到自己已經喜歡上成幸，而後結為連理。
在第1回角色人气投票順位第1名（5233票）。
在第2回角色人氣投票順位第1名（14598票）。
小美浪亞澄（聲：朝日奈丸佳）
一之瀨學園的畢業生，比成幸大一年的學姊，成幸在暑期補習班認識的重考生，紫色長髮，扎著兩團三股辮、B罩杯，生日是4月9日。為了要考上國立大學的醫科而選擇重考，但理科成績慘不忍睹。身體嬌小，也因此常被誤認為是中學生，被誤認的時候會很生氣。
想成為醫生的動機是想要繼承家裡的診所。為了存大學學費及補習班的費用在女僕咖啡廳「High Stage」打工，工作時自稱「小妖精女僕小澄澄／澄澄兒」。並且會在空閒時間接受成幸的指導，某次不小心被父親發現穿女僕裝的樣子，情急之下說是成幸的興趣並謊稱兩人是男女朋友。害怕齧齒類動物。 再經歷父親計畫收掉家中診所以及經由成幸的鼓勵後喜歡上了成幸。擅長電子吉他，高中時期似乎是一之瀨學園電音部的部員，留下不少傳說。
在第1回角色人气投票順位第5名（2323票）。
在第2回角色人气投票順位第5名（1488票）。

### 主要角色的親屬

#### 唯我家
唯我水希（聲：高野麻里佳）
成幸的大妹，負責處理家中大部分家事。嚴重兄控，對除了武元潤香外其他跟成幸靠近的女性皆有敵意（特別是文乃和理珠）。七緒南中學校3年級學生，一之瀨學園學生，游泳社長。
小學時一度因父親的驟逝而討厭上學，後來因為武元的開導而回歸校園並學會了游泳，也因此對武元相當崇拜。會做家務，平日在家時也穿校服（加穿圍裙）。家中大部分膳食都由她打點。款式與潤香的中學校服相同。
唯我葉月、唯我和樹（聲：峯田茉優、藤原夏海）
成幸的小妹及弟弟，雙胞胎，葉月為姐姐，和樹為弟弟。常詢問跟成幸一起回家的女性會不會和成幸結婚，也對於水希有戀兄情節感到無奈。
唯我花枝（聲：川澄綾子）
成幸的母親，個性坦率的好人，為負擔家計而四處打工。因為成幸的父親的關係，因此也認識桐須真冬。對於成幸身邊充滿女性這件事情充滿戀愛幻想。在成幸坦承為了念大學而打工時，拿出了成幸的父親留下的重要遺產。
唯我輝明（聲：濱田賢二）
成幸的父親，故人，本作故事開始的五年前因病過世。生前對兒子的教導深深影響了成幸的人格。
生前是一之瀨學園的教師和校長的好友，培養出許多在各行各業皆能有用處的學生，桐須真冬也是其學生之一。

#### 古橋家
古橋零侍（聲：緑川光）
文乃的父親，弓弦羽大學的數學教授。熱愛數學，把一切事物包括個人情緒都用數學來解釋，對來見習的理珠表現出的數學天分十分讚賞，但對女兒文乃則表現得漠不關心，並強烈反對她放棄文科轉讀天文學的想法。其強勢的態度是文乃因此對男性保持一定距離的主因。
認為亡妻的才能是自己無法相較的而對自己評價很低，對女兒的文學才能十分肯定，因此以「放棄自己的天賦是對世界的損失」的理論強制女兒選擇文學之路。其實因為在妻子亡故後不久情緒難以平復而因故打了女兒一巴掌，自此便和文乃有些疏遠，雖然仍很關心對方卻不知如何彌補關係，只能故作冷酷的在一旁默默守護。
相當喜歡貓，但因為對貓過敏而無法靠近而煩惱著。
古橋靜流（聲：堀江由衣）
文乃的母親，已過世，原名文月靜流。生前是大學的數學教授，被認為是能解決千禧年大獎難題的天才數學家。生前錄製的最後一段影片暴露了她的秘密，成了零侍和文乃父女和解的最大助力，之後就不反對文乃專攻數理。

#### 緒方家
理珠的父親（聲：樫井笙人）
經營著烏龍麵店「緒方烏龍麵」，是個笨蛋父親，重度女兒控，視女兒緒方理珠為掌上明珠，對唯我成幸接近女兒抱有敵意，時常恐嚇威脅其離開自己女兒，甚至不惜化作惡鬼。
在店內負責烹飪，不擅長數字，因此把店中金錢管理全交給女兒負責。在理珠的故事線中已同意成幸與理珠交往。
理珠的祖母
故人，在理珠年幼常常陪理珠玩自製的桌遊，但長久下來發現理珠與同齡的孩子接觸甚少，因此為了讓理珠能與同儕互動而自願扮黑臉，假裝不想再和理珠一起玩遊戲，此事對年幼的理珠造成不小的打擊。

#### 武元家
潤香的母親（聲：石上靜香）
與女兒一樣有著明顯的呆毛，對於潤香的戀情多少有些察覺，為了幫助女兒的英文，常常與潤香在家中進行英語會話。

#### 桐須家
桐須美春
桐須真冬的妹妹，擅長四字熟語，就讀東京女子大學，是一位完美主義者和花樣滑冰界的參賽資格者，一直希望姐姐能重回花樣滑冰界。由於一直就讀女子學校，因而不擅長應付男性，被成幸稱呼名字時就因此激烈動搖過。教育風格十分嚴格，是個完美主義兼死心眼的人，小時候曾養有一隻狗，但由於受不了自己的斯巴達教育，而連夜逃跑。
同時是一位姐控，初次與成幸相遇便把他當是變態，更誤會他們是戀人關係，打算誘惑成幸讓姐姐忘記成幸，一直失敗但未放棄。
桐須夏海
桐須真冬的表妹，相當活潑的嬰兒，登場於漫畫93話，由於父母和美春都出國的關係因此交由真冬照顧，好動的性格給真冬和前來幫忙的成幸添了不少麻煩。
真冬和美春的雙親
桐須姐妹的父母，對於姐妹兩人在花樣滑冰界的未來具有相當高的期待，因此對於真冬高中畢業後選擇教職一事極力反對，而此舉也是造成真冬與雙親之間長久失聯的原因。
桐須秋奈

#### 小美浪家
小美浪宗二朗（聲：小形滿）
小美浪亞澄的父親，醫生，經營「小美浪診所」。亞澄穿著女傭咖啡店的女傭服出來找成幸時，被父親撞見，一時不願坦承在女傭咖啡廳打工的愛澄便宣稱與成幸交往，是成幸的興趣。愛澄的父親原先對於不擅長理科的愛澄想要重考醫學系並不贊同，然而在成幸的說服下接受了。但因為愛澄的父親一直相信愛澄與成幸在交往，不時要求兩人進行戀人間的親暱舉動，造成愛澄與成幸得不時進行類似舉動或自拍照。愛澄的父親對成幸一直以未來的女婿看待。
因附近開了一間大型診療中心，「小美浪診所」的來診病患漸漸減少，因此愛澄的父親決定將「小美浪診所」改成六日營業。
在小美浪線接近結局時透露出以前即為成幸父親的好友，但因對自己沒能拯救其生命感到懊悔，故得知成幸與女兒成為情侶(假扮狀態)時，便裝做不知情的支持兩人。
小美浪香橙
亞澄的母親，幼兒體型。外表看起來像是小孩子（遺傳給女兒），偶有時舉止也像小孩，但卻有了亞澄這樣大的孩子。而後「突襲」成幸、亞澄的補習班，一眼就看穿了這兩人的關係其實很單純。
與小美浪醫師雖然分居，但兩夫妻還是不時的卿卿我我，讓愛澄看不下去。回到診所的原因是和丈夫討論要把診所收起來，去某間小醫院就職，其實目的就是要讓亞澄走上她希望的道路（服裝設計或是音樂家），而非勉強地考非她本意的醫科，被經過的愛澄聽到。

### 其他人物
關城紗和子（聲：大西沙織）
一之瀨學園3年F班學生，化學社社長，常年的理科年级第二。生日是8月3日，與理珠一樣擅長科目為理科，内心所想的事情常会与实际所要表达不符。視理珠為競爭對手，但事實上很想跟理珠當朋友，後期非常迷戀理珠，幾乎到了跟蹤狂的程度，但是關城發現理珠喜歡成幸，因此只要有成幸在的場合狀況，基本上會想辦法搓合成幸與理珠。
理珠線結局中，畢業後與理珠繼續當大學同學並同居。後透露出家庭情況，因幼小不擅長表達自己的慾望而讓父母感到苦惱，在父母爭執時也沒有表現出自己內心希望他們不要吵架的反應，故長大後父母即將離婚並且分居時雖表現出漠不關己但內心相當難過，後被成幸及理珠挽救，成功與家人和好。
校長（聲：土田大）
一之瀨學園的校長。校長認可成幸申請「特別VIP推薦資格」，但開出條件要他擔任理珠與文乃的教育員。並讓成幸前往認識的朋友開的補習班免費就讀。
成幸父親的生前好友，其實也是按照他的遺願默默支持著。
天田千代子（聲：種崎敦美）
一之瀨學園的校友，桐須真冬的同學兼朋友，現為內衣店的店長，唯我花枝的僱主。後又新開了按摩店、服飾店、貴金屬加工店。有一個上幼兒園的女兒。高中時與真冬是同班同學，真冬家的情侶杯就是她在結婚典禮時送的。

## 出版書籍

### 漫畫
| 卷數 | 集英社        | 集英社                                                    | 東立出版社     | 東立出版社            | 東立出版社                 | 東立出版社                                              |
| 卷數 | 發售日期      | ISBN                                                      | 首刷附錄版     | 首刷附錄版            | 通常版                     | 通常版                                                  |
| 卷數 | 發售日期      | ISBN                                                      | 發售日期       | EAN                   | 發售日期                   | ISBN                                                    |
| ---- | ------------- | --------------------------------------------------------- | -------------- | --------------------- | -------------------------- | ------------------------------------------------------- |
| 1    | 2017年6月2日  | ISBN 978-4-08-881111-6                                    | 2017年12月25日 | EAN 471-094-555-382-5 | 2017年12月25日             | ISBN 978-986-486-998-5                                  |
| 2    | 2017年8月4日  | ISBN 978-4-08-881195-6                                    | 2018年3月26日  | EAN 471-094-555-504-1 | 2018年3月26日              | ISBN 978-986-486-999-2                                  |
| 3    | 2017年10月4日 | ISBN 978-4-08-881214-4                                    | 2018年6月4日   | EAN 471-094-555-572-0 | 2018年6月4日               | ISBN 978-986-955-200-4                                  |
| 4    | 2017年12月4日 | ISBN 978-4-08-881289-2                                    | 2018年7月6日   | EAN 471-094-555-604-8 | 2018年9月30日              | ISBN 978-957-26-0387-1                                  |
| 5    | 2018年2月2日  | ISBN 978-4-08-881342-4                                    | 2018年8月9日   | EAN 471-094-555-605-5 | 2018年11月8日              | ISBN 978-957-26-0753-4                                  |
| 6    | 2018年5月2日  | ISBN 978-4-08-881414-8                                    | 2018年9月14日  | EAN 471-094-555-736-6 | 2018年11月8日              | ISBN 978-957-26-1260-6                                  |
| 7    | 2018年7月4日  | ISBN 978-4-08-881510-7                                    | 2018年10月15日 | EAN 471-094-555-737-3 | 2018年11月8日              | ISBN 978-957-26-1650-5                                  |
| 8    | 2018年9月4日  | ISBN 978-4-08-881564-0                                    | 2018年11月30日 | EAN 471-094-555-807-3 | 2018年12月20日             | ISBN 978-957-26-1898-1                                  |
| 9    | 2018年12月4日 | ISBN 978-4-08-881646-3                                    | 2019年2月15日  | EAN 471-094-555-899-8 | 2019年4月18日              | ISBN 978-957-26-2351-0                                  |
| 10   | 2019年2月4日  | ISBN 978-4-08-881724-8                                    | 2019年5月2日   | EAN 471-094-555-900-1 | 2019年7月29日              | ISBN 978-957-26-2894-2                                  |
| 11   | 2019年4月4日  | ISBN 978-4-08-881798-9                                    | 不適用         | 不適用                | 2019年7月1日               | ISBN 978-957-26-3228-4                                  |
| 12   | 2019年6月4日  | ISBN 978-4-08-881866-5                                    | 不適用         | 不適用                | 2019年8月23日              | ISBN 978-957-26-3668-8                                  |
| 13   | 2019年9月4日  | ISBN 978-4-08-882021-7                                    | 不適用         | 不適用                | 2019年12月16日             | ISBN 978-957-26-4136-1                                  |
| 14   | 2019年11月1日 | ISBN 978-4-08-882083-5 ISBN 978-4-08-908359-8（BD同梱版） | 不適用         | 不適用                | 2020年3月2日               | ISBN 978-957-26-4477-5                                  |
| 15   | 2020年1月4日  | ISBN 978-4-08-882173-3                                    | 不適用         | 不適用                | 2020年5月14日              | ISBN 978-957-26-4752-3                                  |
| 16   | 2020年4月3日  | ISBN 978-4-08-882253-2 ISBN 978-4-08-908376-5（BD同梱版） | 不適用         | 不適用                | 2020年8月6日               | ISBN 978-957-26-5125-4                                  |
| 17   | 2020年6月4日  | ISBN 978-4-08-882335-5                                    | 不適用         | 不適用                | 2020年10月5日              | ISBN 978-957-26-5469-9                                  |
| 18   | 2020年8月4日  | ISBN 978-4-08-882383-6                                    | 不適用         | 不適用                | 2020年11月23日             | ISBN 978-957-26-5701-0                                  |
| 19   | 2020年10月2日 | ISBN 978-4-08-882430-7                                    | 不適用         | 不適用                | 2021年1月22日              | ISBN 978-957-26-5961-8                                  |
| 20   | 2021年1月4日  | ISBN 978-4-08-882530-4 ISBN 978-4-08-908397-0（同梱版）   | 不適用         | 不適用                | 2021年7月5日 2021年7月12日 | ISBN 978-957-26-6817-7（特裝版） ISBN 978-957-26-6380-6 |
| 21   | 2021年3月4日  | ISBN 978-4-08-882577-9 ISBN 978-4-08-908398-7（同梱版）   | 不適用         | 不適用                | 2021年9月3日 2021年9月10日 | ISBN 978-957-26-7001-9（特裝版） ISBN 978-957-26-6763-7 |

### 小說
我們真的學不來　非日常的例題集
作者：はむばね
| 冊數 | 集英社       | 集英社                 | 東立出版社     | 東立出版社             |
| 冊數 | 發售日期     | ISBN                   | 發售日期       | ISBN                   |
| ---- | ------------ | ---------------------- | -------------- | ---------------------- |
| 全   | 2019年4月4日 | ISBN 978-4-08-703474-5 | 2019年10月24日 | ISBN 978-957-264-073-9 |

我們真的學不來 未體驗的時間表
作者：はむばね
| 冊數 | 集英社        | 集英社                 | 東立出版社    | 東立出版社             |
| 冊數 | 發售日期      | ISBN                   | 發售日期      | ISBN                   |
| ---- | ------------- | ---------------------- | ------------- | ---------------------- |
| 全   | 2019年12月4日 | ISBN 978-4-08-703489-9 | 2020年9月10日 | ISBN 978-957-265-634-1 |

## 電視動畫
於2019年4月6日東京都會電視台深夜首播。

### 制作人员
- 原作：筒井大志
- 監督：岩崎良明
- 系列構成、劇本：雜破業
- 角色設計：佐佐木政勝
- 美術監督：松本浩樹
- 美術設計：山本浩憲、村田貴弘
- 色彩設計：松山愛子
- 攝影監督：今泉秀樹
- 音響監督：本山哲
- 音樂：中山真斗
- 動畫製作：st Silver × ARVO ANIMATION
- 製作：我們真的學不來！製作委員會

### 主題曲
第1期
片頭曲
作詞：兒玉沙織，作曲：山田高弘，編曲：齋藤真也，主唱：Study［古橋文乃（白石晴香）、緒方理珠（富田美憂）、武元潤香（鈴代紗弓）］
片尾曲「Never Give It Up!!」
作詞：川田真美，作曲、編曲：井內舞子，主唱：Study［古橋文乃（白石晴香）、緒方理珠（富田美憂）、武元潤香（鈴代紗弓）］
第2期
片頭曲「Can now, Can now」
作詞、作曲：園田健太郎，編曲：鈴木Daichi秀行，主唱：Study［古橋文乃（白石晴香）、緒方理珠（富田美憂）、武元潤香（鈴代紗弓）、桐須真冬（Lynn）、小美浪愛澄（朝日奈丸佳）］
片尾曲
作詞：宮嶋淳子，作曲、編曲：本田正樹，主唱：halca
第12話插入曲「ワンダー・ピュアマジック!」
作詞、作曲、編曲：西田圭稀，主唱:川瀬あゆ子（大地葉）、海原智波（阿澄佳奈）
第12話插入曲「星空のプレリュード」
作詞、作曲、編曲：西田圭稀，主唱:武元潤香（鈴代紗弓）
最終話(第13話)片尾曲「関係≧方程式」
作詞、作曲、編曲：橋本由香利，主唱：Study［古橋文乃（白石晴香）、緒方理珠（富田美憂）、武元潤香（鈴代紗弓）、桐須真冬（Lynn）、小美浪愛澄（朝日奈丸佳）］
最終話(第13話)插入曲「仰げば尊し」

### 各话列表
| 話數              | 日文標題 | 中文標題        | 分鏡              | 演出              | 作畫監督                                                                |
| 第一期            | 第一期   | 第一期          | 第一期            | 第一期            | 第一期                                                                  |
| ----------------- | -------- | --------------- | ----------------- | ----------------- | ----------------------------------------------------------------------- |
| 第1話             |          |                 | 岩崎良明          | 曾根利幸          | 佐佐木政勝                                                              |
| 第2話             |          |                 | 井出安軌          | 山口美浩          | 佐佐木政勝                                                              |
| 第3話             |          |                 | 曾根利幸 村上勉   | 北川正人          | 清水博幸                                                                |
| 第4話             |          |                 | 村上勉            | 村上勉            | 佐藤弘明、和田賢人 森田實、臼田美夫                                     |
| 第5話             |          |                 | 武市直子          | 曾根利幸          | 小堤悠香、櫻井祐哉 飯飼一幸、中山和子 松下純子                          |
| 第6話             |          |                 | 井出安軌          | 山口美浩 伊藤達文 | 伊藤真理子                                                              |
| 第7話             |          |                 | 林直孝            | 橫山廣行          | 森田實、北島勇樹 高橋宏郁、和田賢人 佐藤隆雄、                          |
| 第8話             |          |                 | 村上勉            | 村上勉            | 清水博幸、南信一郎 松下純子                                             |
| 第9話             |          |                 | 伊藤浩            | 曾根利幸          | 小堤悠香、櫻井祐哉 飯飼一幸、中山和子 松下純子                          |
| 第10話            |          |                 | 井出安軌          | 球野貴裕          | 伊藤真理子                                                              |
| 第11話            |          |                 | 宮崎渚            | 北川正人          | 佐藤弘明、北島勇樹 森田實、高橋宏邦                                     |
| 第12話            |          |                 | 難波七            | 村上勉            | 橋口翔太郎、佐藤弘明 南信一郎、高橋宏郁 河村涼子、青木真理子 五十子忍   |
| 第13話            |          |                 | 井出安軌          | 伊藤浩            | 小堤悠香、櫻井祐哉 飯飼一幸、中山和子 松下純子                          |
| OAD1              |          |                 | 井出安軌          | 東亮佑            | 德田拓也、荻原省智 辻浩樹、櫻井拓郎                                     |
| 第二期            |          |                 |                   |                   |                                                                         |
| 第1話 （第14話）  |          |                 | 宮崎渚            | 橫山廣行          | 清水博幸、森田實                                                        |
| 第2話 （第15話）  |          |                 | 井出安軌          | 北川正人          | 橋口祥太郎、高橋宏郁 宮                                                 |
| 第3話 （第16話）  |          |                 | 宮崎渚            | 北川正人          | 橋口翔太郎、佐藤弘明 高橋宏郁                                           |
| 第4話 （第17話）  |          |                 | 布一初女          | 渡邊葉            | 伊藤真理子                                                              |
| 第5話 （第18話）  |          |                 | 井出安軌 岩崎良明 | 又野弘道          | 櫻井祐哉、小堤悠香                                                      |
| 第6話 （第19話）  |          |                 | 川野麻美          | 橫山廣行          | 森田實、小松沙奈 高橋宏郁、橋口翔太郎 河村涼子、佐藤弘明                |
| 第7話 （第20話）  |          |                 | 中津環            | 上原秀樹          | 清水博幸、森悅史 宮、須田力也 高橋宏郁                                  |
| 第8話 （第21話）  |          |                 | 宮崎渚            | 前園文夫          | 萩原省智、辻浩樹 櫻井拓郎、清水拓磨                                     |
| 第9話 （第22話）  |          |                 | 中津環            | 池田重隆          | 小堤悠香、櫻井祐哉 中山和子、飯飼一幸                                   |
| 第10話 （第23話） |          |                 | 宮崎渚            | 北川正人          | 和田賢人、前田義宏 高橋宏郁、宮 鹽澤樞、服部憲知 佐藤弘明               |
| 第11話 （第24話） |          |                 | 中津環            | 上原秀樹          | 清水博幸、森悅史 青野厚司、竹上貴雄                                     |
| 第12話 （第25話） |          |                 | 又野弘道          | 又野弘道          | 磯野智、奧田泰弘 櫻井祐哉、萩原省智 辻浩樹、德田拓也 清水拓磨、櫻井拓郎 |
| 第13話 （第26話） |          |                 | 中津環            | 前園文夫          | 小堤悠香、櫻井祐哉                                                      |
| OAD2              |          | 教堂鐘聲祝福[X] | 中津環            | 球野貴裕          | 小堤悠香(st.シルバー)                                                   |

### 播放電視台
日本深夜動畫：下文記載的日本国内播放時間使用日本標準時間（UTC+9）表示。因為部分時間标识會採用30小时制，因此請留意这类超过24:00的时间，其實際播放時間為翌日清晨。
| 播放日期        | 播放時間                          | 播放電視台                 | 播放區域   | 備註                                                   |
| --------------- | --------------------------------- | -------------------------- | ---------- | ------------------------------------------------------ |
| 2019年4月7日－  | 星期日 24:30－25:00（星期六深夜） | 東京都會電視台（TOKYO MX） | 東京都     |                                                        |
|                 |                                   | 群馬電視台                 | 群馬縣     |                                                        |
|                 |                                   | 栃木電視台                 | 栃木縣     |                                                        |
|                 |                                   | 日本BS放送（BS11）         | 日本全國   | 參與製作 / 日本衛星電視廣播（BS衛星頻道） / 「ANIME+」 |
|                 | 星期日 26:38－27:08（星期六深夜） | 每日放送                   | 近畿廣域圏 | 「Anime Shower」第2部                                  |
| 2019年4月8日－  | 星期一 22:30－23:00               | AT-X                       | 日本全國   | 日本衛星電視廣播（CS衛星頻道） / 節目有重播            |
| 2019年4月10日－ | 星期三 26:05－26:35（星期二深夜） | 愛知電視台                 | 愛知縣     |                                                        |
| 2019年4月18日－ | 星期四 25:55－26:21（星期三深夜） | 長崎文化放送               | 長崎縣     |                                                        |

### BD／DVD
| 卷數  | 發售日期       | 收錄話數       | 規格編號      | 規格編號      |
| 卷數  | 發售日期       | 收錄話數       | BD版          | DVD版         |
| 第1期 | 第1期          | 第1期          | 第1期         | 第1期         |
| ----- | -------------- | -------------- | ------------- | ------------- |
| 1     | 2019年6月26日  | 第1話、第2話   | ZMXZ-12911    | ZMBZ-12921    |
| 2     | 2019年7月24日  | 第3話、第4話   | ANZX-14463/4  | ANZB-14463/4  |
| 3     | 2019年8月28日  | 第5話、第6話   | ANZX-14465/6  | ANZB-14465/6  |
| 4     | 2019年9月25日  | 第7話、第8話   | ANZX-14467/8  | ANZB-14467/8  |
| 5     | 2019年10月30日 | 第9話、第10話  | ANZX-14469/70 | ANZB-14469/70 |
| 6     | 2019年11月27日 | 第11話－第13話 | ANZX-14471/2  | ANZB-14471/2  |
| 第2期 |                |                |               |               |
| 1     | 2019年12月25日 | 第1話、第2話   | ANZX-14921/2  | ANZB-14921/2  |
| 2     | 2020年1月29日  | 第3話、第4話   | ANZX-14923/4  | ANZB-14923/4  |
| 3     | 2020年2月26日  | 第5話、第6話   | ANZX-14925/6  | ANZB-14925/6  |
| 4     | 2020年3月25日  | 第7話、第8話   | ANZX-14927/8  | ANZB-14927/8  |
| 5     | 2020年5月27日  | 第9話、第10話  | ANZX-14929/30 | ANZB-14929/30 |
| 6     | 2020年6月24日  | 第11話－第13話 | ANZX-14931/2  | ANZB-14931/2  |

## 外部連結
- 原作漫畫官方網站（日語）
- 電視動畫官方网站（日語）
- 電視動畫官方的X（前Twitter）（日語）